# Robert Hemfler
Robert Hemfler (* 15. August 1947 in Berlin) ist ein ehemaliger deutscher Fußballspieler.

## Leben
Robert Hemfler wurde 1947 als eines von insgesamt vier Kindern des selbständig tätigen Kurt Hemfler und dessen Frau Hertha Hemfler in Berlin geboren. Er erlernte die Tätigkeit des Konditors, während er erst in der Freizeit, dann hauptberuflich als Fußballspieler erfolgreich war. Sportlich war er vor allem für den damaligen Verein Wacker 04 Berlin in der Abwehr tätig. Von 1971 bis 1974 wurde Robert Hemfler einmal Berliner Meister und dreimal Vizemeister. Von 1974 bis 1976 spielte Hemfler in der 2. Bundesliga und erzielte dabei drei Tore gegen Borussia Dortmund, Preußen Münster und den VfL Osnabrück.
Bereits nach zwei Jahren in der 2. Bundesliga beendete Robert Hemfler seine Fußballkarriere aufgrund eines Kreuzbandrisses im Spiel gegen Arminia Bielefeld.
1980 heiratete Robert Hemfler seine Frau Erna, aus der Ehe stammt ein Sohn.

## Sportliche Erfolge
- Regionalliga Berlin: 1. Platz 1972, 2. Platz 1971, 1973 und 1974
- 2. Bundesliga Nord: 1974/75, 1975/76
- Berliner Pokalsieger: Sieger 1972